# SMS Derfflinger
Az SMS Derfflinger a Német Császári Haditengerészet (Kaiserliche Marine) közvetlenül az első világháború előtt elkészült csatacirkálója és egy három egységből álló hajóosztály névadója volt. Testvérhajói a Lützow és a Hindenburg voltak. A Derfflinger-osztály egységei a korábbi német csatacirkálók nagyobb és továbbfejlesztett változatai voltak a tűzerő, a páncélvédettség és a hatótávolság tekintetében. A hajót a harmincéves háború egyik brandenburgi tábornagya, Georg von Derfflinger után nevezték el.
A Derfflinger a világháború nagy részében az I. felderítőcsoport (Aufklärungsgruppe I) tagjaként szolgált és számos hadműveletben vett részt, így az angol partok elleni rajtaütésekben valamint a doggerbanki és a skagerraki (jütlandi) csatákban, mely utóbbiban a makacs ellenállása miatt a britek a “vaskutya” (“Iron Dog”) nevet akasztották rá. A Derfflinger a skagerraki csatában két brit csatacirkáló elsüllyesztésében is közreműködött: a Seydlitz-cel a Queen Mary-t, míg testvérhajójával, a Lützow-val az Invincible-t küldték a tenger fenekére. A Derfflingert a háború után a Hochseeflotte nagy részével együtt Scapa Flow-ban internálták az 1918 novemberi fegyverszünet után. A Ludwig von Reuter tengernagy parancsnoksága alatti internált hajókat 1919. június 21-én a saját legénysége süllyesztette el, megakadályozván, hogy azok a britek kezére kerülhessenek. A Derfflinger 14:45-kor (KEI) süllyedt el.

## Építése
A Blohm & Voss által épített Derfflinger gerincét 1912-ben fektették le a Hamburgban. A vízrebocsátására eredetileg 1913. június 14-én került volna sor, de a fabakok, melyeken a hajó nyugodott, beragadtak és a hajótest csak 30–40 cm-t mozdult meg. A július 12-ei második próbálkozás már sikerrel járt. Hajógyári munkásokból álló legénységgel a cirkáló a Skagerrakon és a Kattegaton át Kielbe hajózott. Október végén a Derfflingert az I. felderítőcsoporthoz (Aufklärungsgruppe I) osztották be, de a próbajáratai során megsérült gőzturbinái miatt november 16-ig nem tudott csatlakozni az egységéhez.
A hajó vízkiszorítása 26 600 tonna volt, teljes hosszúsága 210,4 m. A hajó személyzete 1068 főnyi legénységből és 44 tisztből állt. A Derfflingert 14 szénnel üzemelt kazánnal és két magas- és alacsony nyomású turbinával szerelték fel, melyek négy hajócsavart hajtottak meg. A hajó csúcssebessége 26,5 csomó volt és 10 400 km-t (5600 tmf) tudott megtenni 14 csomós sebesség mellett. 1915 augusztus elején egy darut szereltek a hajó közepére és Hansa-Brandenburg W vízirepülőgépek indítását tesztelték rajta.
A nyolc 30,5 cm-es (L/50) ágyúval felszerelt Derfflinger-osztály a legnagyobb és legerősebb német csatacirkálók voltak. Fegyverzetüket 12 darab 15 cm-es ágyú egészítette ki, melyeket külön kazamatákban helyeztek el. Ezek közül a Derfflingerről négyet eltávolítottak 1916-ban. A hajóra négy 8,8 cm-es légvédelmi ágyút szereltek a hajó közepére. Négy 50 cm-es víz alatti torpedóvetőcsővel is rendelkezett, melyek közül egy-egy volt a hajó orrában, tatjában illetve a hajó két oldalán.

## Szolgálat

### Scarborough, Hartlepool és Whitby elleni rajtaütés
A Derfflinger első harci bevetése az Anglia keleti partján lévő Scarborough, Hartlepool és Whitby városok elleni támadás volt. Korábban a felderítőcsoport (Aufklärungsgruppe I) csatacirkálói már végrehajtottak egy támadást Yarmouth ellen 1914 végén és Friedrich von Ingenohl, a Hochseeflotte parancsnoka egy újabb rajtaütés végrehajtása mellett döntött. A hadművelet célja a brit flotta főerejének, a Grand Fleet egy részének nyílt tengerre való kicsalogatása volt, ahol azt megsemmisíthette volna a német főerőkkel. December 15-én 03:20-kor Franz von Hipper ellentengernagy, zászlóshajójának, a Seydlitznak a fedélzetén elhagyta a Jade torkolatát, a flotta Wilhelmshavennél lévő haditengerészeti bázisát. A Seydlitzet a Derfflinger követte, mögötte a Moltke, a Von der Tann csatacirkálók, végül a Blücher páncélos cirkáló (német korabeli megjelölése mindegyiknek Großer Kreuzer) haladt. A köteléket a Kolberg, a Straßburg, a Stralsund és a Graudenz könnyűcirkálók valamint két rombolóflottila kísérte. A hajók északnak tartottak, elhaladva a Helgoland sziget mellett, míg el nem érték a Horns Rev világítótornyát, ahonnan nyugatnak fordultak Scarborough irányába. Hipper kifutása után 12 órával a Hochseeflotte is kifutott, hogy távolról nyújtson számukra fedezetet. Ingenohl flottájában 14 modern csatahajó (dreadnought) és 8 régi csatahajó (pre-dreadnought) volt, melyeket két páncélos cirkáló, hét könnyűcirkáló és 54 romboló kísért.
Pár hónappal korábban, 1914. augusztus 26-án a német Magdeburg könnyűcirkáló zátonyra futott a Finn-öbölben, a hajó maradványai pedig az oroszok kezére kerültek és a közelében megtalálták a tengerbe dobott kódkönyveket. Az oroszok a kódkönyvek másolatait átadták a Brit Királyi Haditengerészetnek, melynek titkosítással foglalkozó osztálya – az ún. Room 40 – ezt követően hozzáláthatott a német rádiójelek megfejtéséhez és december 14-én elfogták a Scarborough elleni tervezett rajtaütés rádióüzeneteit. Azonban a terv pontos részletei ismeretlenek maradtak előttük és a britek úgy vélték, hogy a korábbi hadművelethez (Yarmouthi rajtaütés) hasonlóan a Hochseeflotte zöme nem vesz részt az akcióban. David Beatty altengernagy Rosythban állomásozó négy csatacirkálójának támogatására a 3. cirkálórajt (3rd Cruiser Squadron) és a 2. csatahajóraj (2nd Battle Squadron) hat csatahajóját küldték ki a Grand Fleettől, hogy Hipper csatacirkálóit elkapják.
December 15-e éjjelén a Hipper egységeit távolról biztosító Hochseeflotte brit rombolókkal találkozott össze. Az éjszakai torpedótámadástól tartó Friedrich von Ingenohl tengernagy elrndelte hajóinak a visszavonulást. Hippert nem értesítették a visszavonulásról, ezért folytatta a küldetését. A brit partokat elérve csatacirkálói két csoportra oszlottak. A Derfflinger és a Von der Tann Scarborough támadására indult déli irányba, míg a Seydlitz, a Moltke valamint a Blücher északnak tartott Hartlepool és Whitby felé. 09:45.kor a két csoport ismét egyesült és együtt távoztak keleti irányba.

a német és brit kötelékek helyzete december 16. reggelén

Ekkor Beatty csatacirkálói Hipper visszavonulási útvonalán helyezkedtek el, míg a többi kötelék úton volt, hogy teljesen bekerítse őket. 12:25-kor a felderítőcsoport (Aufklärungsgruppe I) könnyűcirkálói Hipper nagyobb egységeit keresve a brit kötelékek között haladtak át. A 2. könnyűcirkálóraj egyik egysége észlelte a Stralsundot és ezt jelezte Beatty-nek. 12:30-kor Beatty az adott irányba fordult a csatacirkálóival, mivel feltételezte, hogy a német könnyűcirkálók a csatacirkálók elővédjét képezik, azok azonban 50 km-re voltak ekkor tőlük. A Beatty egységeit biztosító 2. könnyűcirkálórajt a német hajók üldözésére küldték, de egy félreértelmezett fényjelzés miatt mind visszatértek a csatacirkálók biztosítására. Ez a kommunikációs zavar lehetővé tette a német könnyűcirkálóknak a menekülést és figyelmeztették Hippert a brit csatacirkálók helyzetéről, így azok a brit erőket északnyugati irányban kikerülve tértek haza.
Mind a két félnek volt rá lehetősége arra, hogy jelentős győzelmet arathasson a másik felett, így utólag mindkét fél csalódottan értékelte az eseményeket. Ingenohl hírnevének sokat ártott a bátortalansága. A Moltke parancsnoka dühös volt, amiért megfogalmazása szerint Ingenohl “megijedt tizenegy [valójában hét] elintézhető brit rombolótól” és hozzátette, hogy “a jelenlegi vezetéssel nem fogunk elérni semmit”. A hivatalos német történelemírás felrója Ingenohlnak, hogy a rendelkezésére álló könnyű erőket nem küldte az ellenséges erők felderítésére: “Olyan döntést hozott, mely nem csak komolyan veszélyeztette az angol partokhoz küldött erőit, de megfosztotta a Német Flottát egy jelzés értékű biztos győzelemtől.”

### Doggerbanki csata
1915 januárjában a németek tudomást szereztek arról, hogy a britek felderítő hadműveletet hajtanak végre a Dogger-pad (Doggerbank) térségében. Ingenohl eleinte vonakodott ezen erők megtámadására kihajózni, mivel az I. felderítőcsoportnak nélkülöznie kellett az esedékes karbantartások miatt szárazdokkba került Von der Tannt. Richard Eckermann ellentengernagy, a Hochseeflotte vezérkari főnöke azonban ragaszkodott a hadművelet végrehajtásához, így Ingenohl kiküldte Hipper csatacirkálóit a Dogger-padhoz. A január 23-ai kihajózáskor a Seydlitz haladt az élen, mögötte a Moltke, a Derfflinger végül a Blücher haladt. A csatacirkálókat a Graudenz, a Rostock, a Stralsund és a Kolberg könnyűcirkálók valamint a II. és V. rombolóflottilla és XVIII. romboló-félflottilla 19 rombolója kísérte. A Graudenz és a Stralsund a kötelék előtt, míg a Rostock és a Kolberg attól jobbra illetve balra haladt. Minden könnyűcirkáló mellé egy romboló-félflottilla volt rendelve.
A német rádiójeleket azonban a briteknek ismét sikerült elfogniuk és ez ismét jelentős szerepet játszott. Bár a németek pontos terve nem volt számukra ismert, azt meg tudták fejteni, hogy Hipper a Dogger-pad környékén tervez végrehajtani hadműveletet. Ellenük Beatty 1. csatacirkálóraját, Archibald Moore ellentengernagy 2. csatacirkálóraját, William Goodeneough sorhajókapitány 2. könnyűcirkálóraját illetve a hozzájuk 08:00-kor a Dogger-padtól 30 km-re északra csatlakozó Reginald Tyrwhitt sorhajókapitány Harwichből érkező rombolóit (Harwich Force) küldték ki.
A Kolberg 08:14-kor észlelte a Aurorát és a harwichiak több rombolóját. Az Aurora a fényszóróit a Kolbergre irányította, mire az tüzet nyitott a brit hajóra két találatot elérve. Az Aurora viszonozta a tüzet és szintén két találatot ért el. Hipper azonnal az torkolattüzek irányába fordult a kötelékével, ám ekkor a Stralsund észlelt nagy füstöt északnyugati irányban, amit Hipper irányába tartó nagy brit hadihajóknak tulajdonítottak.
Hipper ezért déli irányban igyekezett elmenekülni előlük, de a sebessége 23 csomóra volt korlátozva, mivel a régebbi építésű Blüchernek ekkora volt csak a csúcssebessége. Az üldöző brit csatacirkálók 27 csomós sebességgel közeledtek, így hamar beérték a német hajókat. 09:52-kor a Lion 18.000 méter távolságból lövéseket adott le a Blücherre, röviddel rá a Queen Mary és a Tiger is tüzet nyitott. A Blüchert 10:09-kor érte az első találat, majd két perccel később főleg a Lionra koncentrálva a német hajók viszonozták a tüzet. 10:28-kor a Liont találat érte a vízvonalon, mely a hajó oldalán rést ütve elárasztotta az egyik szénraktárát vízzel. 10:30-kor a britek csatavonalában negyedik New Zealand lőtávolon belülre ért a Blücherhez és tüzet nyitott rá. 10:35-re a távolság 16.000 méterre csökkent, így az összes német csatacirkáló a britek lőtávolságán belülre került. Beatty a csatacirkálóit a sorban megegyező ellenfelükkel való harc felvételére utasította. A Tiger kapitánya a fedélzeten kialakult kommunikációs zavar miatt úgy gondolta, hogy a Seydlitzet kell célba vennie és emiatt a Moltkéra nem jutott ellenfél, így az zavartalanul tüzelhetett. Ez idő alatt a Derfflingert egy találat érte, de csak kis károkat okozott. A hajótest páncélzatának két lemeze benyomódott és a néhány szénraktárt elárasztott a betörő víz.

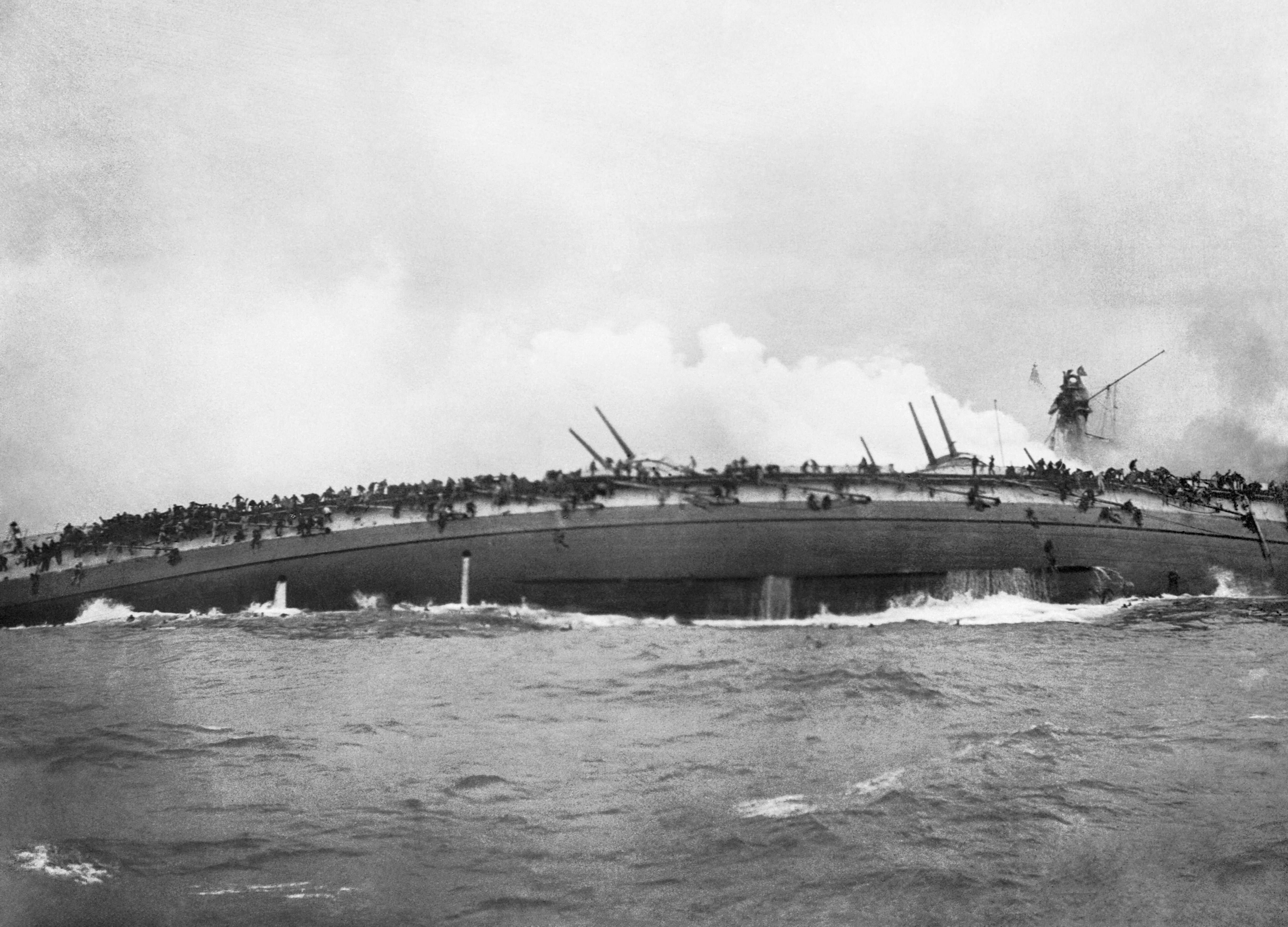
a Blücher süllyedése

10:40-kor a Lion egyik 343 mm-es lövedéke eltalálta a Seydlitzet tönkre téve annak két hátsó lövegtornyát. A találat következtében 159 ember veszítette életét és kis híján a hajó pusztulását okozta. A katasztrófát a másodtiszt fellépése előzte meg, aki azonnal elrendelte a két lőszerraktár elárasztását, így a lángra kapott kivetőtöltetek tüze nem hatolhatott már le oda. Ekkorra a német csatacirkálók már belőtték maguknak a Liont és egymás után értek el rajta találatokat. 11:01-kor a Seydlitz egyik 280 mm-es lövedéke találta el a Liont, üzemen kívül helyezve annak két generátorát, majd 11:18-kor a Derfflinger két 30,5 cm-es lövedéke találta el, melyek közül az egyik a vízvonalon érte átszakítva az oldalát. A keletkezett résen keresztül víz hatolt be a baloldali adagolótartályba (feed tank). Ez a találat gyakorlatilag megbénította a Liont, mely kénytelen volt leállítani a hajtóműveit a sós víz okozta szennyeződés miatt és így kivált a formációból.
Ekkorra a Blücher már súlyos sérüléseket szenvedett az ellenséges nehéztüzérségtől. Az üldözést több tengeralattjárók észleléséről szóló jelentés is hátráltatta. Beatty rögtön kitérő manővert rendelt el, ami lehetővé tette a németeknek, hogy növeljék a távolságot az üldözőikkel szemben. Ekkor a Lion hátulsó generátora tönkrement, ami miatt a sebessége 15 csomóra esett vissza. Beatty a többi csatacirkálónak parancsba adta, hogy a támadják az ellenség hátvédjét (Engage the enemy’s rear!), de a zavaros jeltovábbítás miatt azok a lassabb Blüchert vették mind tűz alá, így a Moltke, a Seydlitz és a Derfflinger el tudtak menekülni. Mire Beatty a Princess Royalra átszállva ismét visszavette az irányítást a hajói felett a németek már túl messze jártak ahhoz, hogy beérhessék őket. 13:50-kor a britek beszüntették az üldözést.

### Yarmouth és Lowestoft elleni rajtaütés
1916. április 24-25-én az I. felderítőcsoport újabb hadműveletet hajtott végre az angol partok ellen, ezúttal Yarmouth és Lowestoft városokat véve célba. Hipper betegsége miatt az I. felderítőcsoportot Friedrich Boedicker ellentengernagy vezette és a Seydlitzen húzta fel a tengernagyi zászlaját. A Derfflinger, az újonnan elkészült testvérhajója, a Lützow, a Moltke, a Seydlitz és a Von der Tann április 24-én 10:55-kor hagyta el a Jade torkolatát hat könnyűcirkáló valamint két rombolóflottilla kíséretében. A Hochseeflotte nagy egységei 13:40-kor indultak útnak, hogy távolról biztosítsák Boedicker kötelékét. A brit admiralitás ismét tudomást szerzett a német rajtaütésről a rádiókommunikáció megfigyelése révén és 15:50-kor a Grand Fleet is kihajózott.
Boedicker hajói 14:00-re elérték Norderneyt, ahol a hajóival északnak fordult, hogy a Terschellingen lévő holland megfigyelőket kikerülje. 15:38-kor a Seydlitz aknára futott és a detonáció következtében 15 méteres rés keletkezett a hajótesten közvetlenül a jobb oldali torpedóvetőcsövek mögött. Tizenegy ember veszítette életét és 1400 tonna víz tört be a hajótestbe, 1,4 méterrel megnövelve a hajó orr-részének merülését. A Seydlitz a kísérő könnyűcirkálókkal 15 csomós sebességgel haladva visszafordult. A másik négy csatacirkáló az aknára futását követően azonnal délnek fordult Norderney irányába, hogy a további károkat elkerüljék. A Seydlitz 16:00-ra kikerült a közvetlen veszélyből és megállt, hogy Boedicker átszállhasson a Lützow fedélzetére a V28 romboló segítségével.
Április 25-én 04:50-kor a német csatacirkálók Lowestoft felé közeledtek, mikor a formáció déli szárnyát biztosító Rostock és a Elbing könnyűcirkálók észlelték Tyrwhitt sorhajókapitány (commodore) harwichi különítményének könnyűcirkálóit és rombolóit. Boedicker nem zavartatta magát a brit hajók miatt és Lowestoftot vette célba az ágyúival. A német csatacirkálók elpusztítottak két partvédelmi üteget és a városban is okoztak károkat 200 házat megrongálva.
05:20-kor a német portyázók északnak fordultak Yarmouth felé és 05:42-kor értek oda. A látási viszonyok annyira kedvezőtlenek voltak, hogy a német hajók csak egy sortüzet adott le, leszámítva a Derfflingert, mely egység 14 lövést adott le a fő tüzérségével. Ezt követően a német hajók délnek fordultak és 05:47-kor másodszor is találkoztak a harwichiakkal, melyek ekkor már harcban álltak a kísérő erők hat könnyűcirkálójával. Boedicker hajói 12.000 méter távolságból nyitottak tüzet. Tyrwhitt azonnal délnek fordulva menekült, de a Conquest cirkálót így is súlyos sérülések érték. A brit tengeralattjárókról és torpedótámadásokról érkező jelentések miatt Boedicker megszakította az üldözést és keletnek fordult a Hochseeflotte zöme irányába. Ekkor Scheer, akit értesítettek a Grand Fleet Scapa Flow-ból való kihajózásáról, visszavonult Németország felé.

### Skagerraki csata
Nem sokkal a Lowestoft elleni rajtaütés után Reinhard Scheer altengernagy újabb északi-tengeri előretörés tervezéséhez látott. Erre eredetileg május közepén került volna sor, de az akna okozta sérülések javítása a Seydlitzen elhúzódott és ezzel együtt a hadművelet is, mivel Scheer egyik csatacirkálóját sem akarta nélkülözni egy nagyobb hadműveletnél. Május 28-án délre a Seydlitz javításai befejeződtek és visszatérhetett az I. felderítőcsoporthoz.

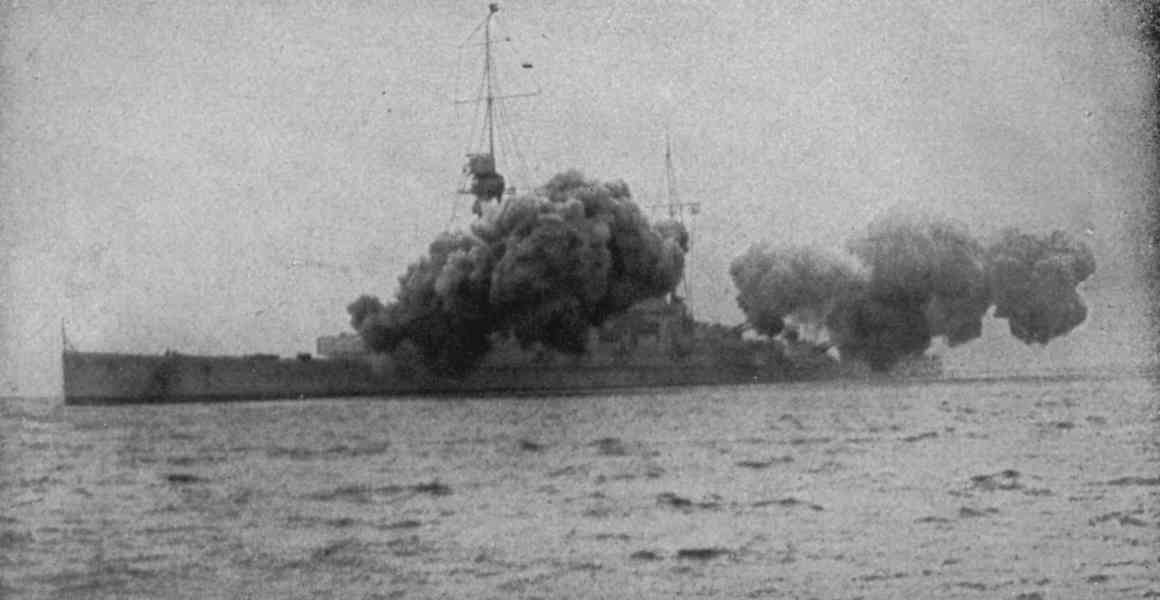
a Derfflinger teljes sortüzet lő

A Derfflinger és az I. felderítőcsoport (Aufklärungsgruppe I) többi csatacirkálója a Jadén horgonyzott 1916. május 30-án éjjel. A következő nap hajnali 02:00-kor (KEI) a hajók lassan kihajóztak a Skagerrak irányába 16 csomós sebességgel. A Derfflinger az öt hajó közül a második volt a sorban a Lützow mögött és a Seydlitz előtt haladva. A Frankfurt (Friedrich Boedicker zászlóshajója), Wiesbaden, a Pillau és az Elbing könnyűcirkálókból álló II. felderítőcsoport (Aufklärungsgruppe II) és a II., VI. és IX. rombolóflottillák összesen 30 rombolója kísérte a csatacirkálókat.
Másfél órával később a Reinhard Scheer vezette Hochseeflotte is elhagyta a Jadét. A flottája 16 csatahajót (dreadnoughtot) számlált. A dokkban javítás alatt álló König Albert és a még próbajáratait végző Bayern csatahajókat leszámítva az összes modern egység kihajózott a küldetésre. A Hochseeflottét a Stettin, a München, a Hamburg, a Frauenlob és a Stuttgart könnyűcirkálókból álló IV. felderítőcsoport, valamint a Rostock könnyűcirkáló vezette I., III., V. és VII. rombolóflottillák összesen 31 rombolója kísérte. A II. csatahajóraj (Schlachtgeschwader II) hat régi csatahajója (pre-dreadnoughtja) a 02:45-kor az Elba torkolatából indult útnak és 05:00-kor csatlakozott Scheer flottájához.
A kísérő erők rövid összecsapása után, röviddel 16:00 óra előtt Hipper és Beatty főerői is összecsaptak. A csatacirkálók összecsapásakor már a németek adták le az első lövéseket kb. 14 000 méter távolságból. A brit hajók célpontelosztásában fellépő zavar következtében a New Zealand és a Tiger is a Moltkét vette célba. A brit távolságmérők rosszul mérték fel a német hajók távolságát és emiatt az első sortüzek egy mérfölddel a német hajók mögött csapódtak be. A kommunikációs zavar miatt a Derfflingert az első tíz perc során nem támadta egyik brit hajó sem. Georg von Hase korvettkapitány később megjegyezte, hogy: “Valamilyen tévedésből kifolyólag minket nem támadtak. Felnevettem és teljes nyugalommal, mintha csak tüzérségi próbán lennénk lőni kezdtük az ellenséget egyre jobb eredménnyel.” 17:03-kor - 15 perccel azután, hogy a Von der Tann tűz alá vette - a brit Indefatigable csatacirkáló felrobbant. Röviddel ezután Beatty erőinek másik része, az 5. csatahajóraj (5th Battle Squadron) négy Queen-Elisabeth-osztályú csatahajója lőtávolságán belülre kerültek a német formáció végén haladó Von der Tannhoz és Moltkéhoz és tüzet nyitottak rájuk.

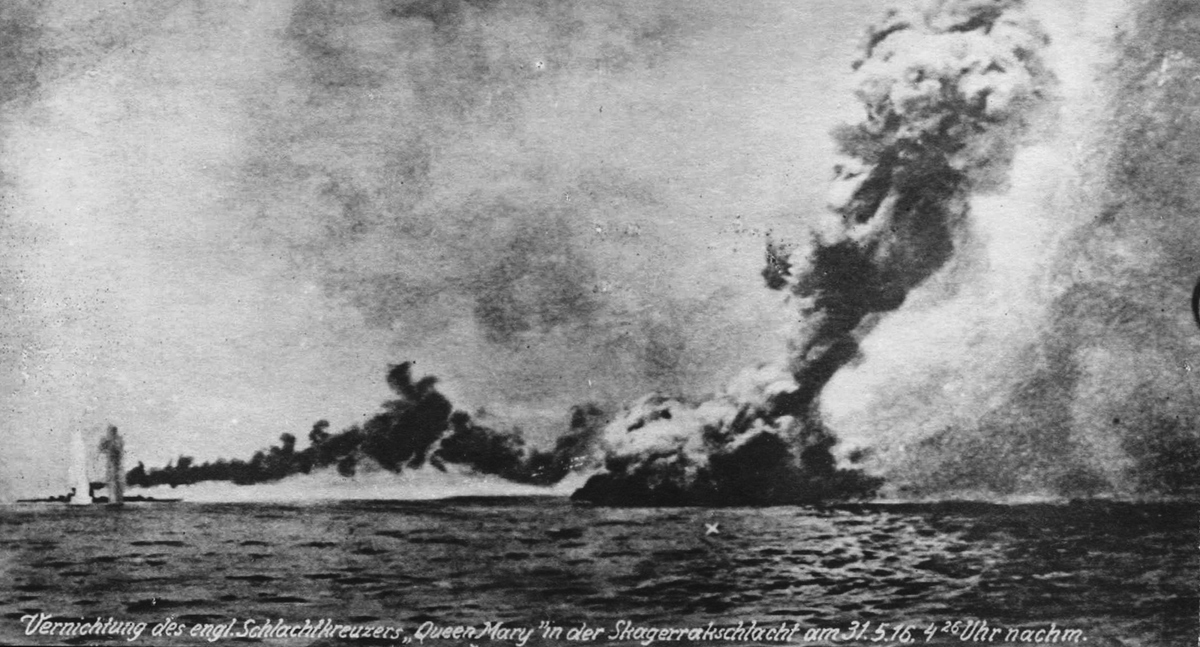
a Queen Mary felrobbanása

Miután a Lützow súlyos károkat okozott a Lionnak és az kikerült a látóköréből, a Derfflinger 17:16-kor a tüzét a Queen Mary-re helyezte át. A Seydlitz szintén a Queen Mary-t támadta, így a brit csatacirkáló a két német egység összpontosított tüzébe került és azok gyors egymás utánban értek el találatokat rajta. A mögötte illetve előtte haladó New Zealand és Tiger csatacirkálók megfigyelői jelentése alapján a négy leadott sortűzben három találat érte egyszerre a Queen Mary-t. Két újabb találat következett, majd a hajó közepén hatalmas detonáció következett be. A lángoló hajóból hatalmas, fekete füstfelhő tört elő magasan fölé tornyosulva, majd a csatacirkáló kettétört.
A német flotta élén haladó egységek 18:00 órára lőtávolon belülre kerültek a britekhez és lőpárbajba kezdtek a brit csatacirkálókkal valamint a Queen Elizabeth-osztályú csatahajókkal. 18:09 és 18:19 között a Barham vagy a Valiant csatahajó által kilőtt egyik 381 mm-es gránát találta el a Derfflingert. 18:55-kor a Derfflingert egy újabb találat érte, mely lyukat ütött a hajó elején és ezen keresztül 300 tonna víz tört be.
Röviddel 19:00 után a Wiesbadent a Invincible egyik gránátja mozgásképtelenné tette. A német csatacirkálók 16 pontos fordulót hajtottak végre északkeleti irányba és a Wiesbadenhez közeledtek nagy sebességgel. 19:15-kor észlelték a Defence páncélos cirkálót, mely a Wiesbadent vette célba. Hipper eleinte hezitált, mert azt gondolta, hogy a Rostock az, de 19:16-kor Harder sorhajókapitány, a Lützow kapitánya parancsot adott a hajó ágyúinak a tüzelésre. A többi német csatacirkáló és csatahajó is tüzet nyitott a Defence-re és több nehézgránát is eltalálta azt. Az egyik sortűz a hajó lőszerraktárát érte és a hatalmas robbanás elpusztította a cirkálót.
19:24-re a brit 3. csatacirkálóraj hajói Beatty egységeihez csatlakoztak a német formáció előtt haladva. A britek észlelték a Lützow-t valamint a Derfflingert és tüzet nyitottak rájuk. Az Invincible nyolc perc leforgása alatt nyolc találatot ért el a Lützow-n. A Lützow és a Derfflinger is az Invincible-t vette tűz alá. A Derfflinger 19:31-kor leadott utolsó sortüze után röviddel az Invencible elülső lőszerraktára felrobbant és a brit csatacirkáló további robbanássorozatok közepette elsüllyedt.
19:30-ig a brit csatacirkálókat üldöző Hochseeflotte nem találkozott össze a Grand Fleettel. Scheer már a visszafordulást fontolgatta még mielőtt a sötétség beálltával az ellenség rombolói torpedótámadásokat kísérelhetnének meg. Addig azonban még nem hozta meg a döntését, mikor az élen haladó csatahajói merőlegesen belefutottak a Grand Fleet csatavonalába. Ez a fejlemény lehetetlenné tette Scheer számára a teljes visszavonulást, mivel ez a II. csatahajóraj (Schlachgeschwader II) régi csatahajóinak feláldozását jelentette volna, míg ha azok visszavonulását a modern csatahajóinak és csatacirkálóinak fedezete mellett oldotta volna meg, akkor a legerősebb egységeit tette volna ki a kedvezőbb pozícióban lévő britek tüzének. Ehelyett Scheer a hajóinak egy 16 pontos (180 fokos) jobboldali fordulót rendelt el, ami által a pre-dreadnoughtok a német csatavonal viszonylag biztonságos oldalára kerültek.
A Derfflinger és a többi csatacirkáló – a Lützow-t leszámítva – követte a manővert, így a König csatahajó mögé soroltak be. Hipper csatacirkálói így egy lélegzetvételnyi szünethez jutottak, ugyanis a Grand Fleet parancsnoka John Jellicoe, mivel nem tudta a német flotta merre tart, annak feltételezett irányát keresztezni akarván keleti irányba fordult – holott valójában a németek ekkor nyugatra tartottak. Scheer hamarosan egy újabb 16 pontos fordulót hajtott végre, mivel úgy vélte a brit formáció végén hajózó egységekkel fog így összetalálkozni, azonban a brit csatavonal közepe felé tartott. A német flotta ismét heves ellenséges tűzbe került és Scheer a Seydlitzet, a Derfflingert, a Von der Tannt és a Moltkét küldte neki teljes gőzzel a brit flottának, hogy így bontsa meg a formációjukat és nyerjen időt a főerők visszavonulásához. 20:17-kor a német csatacirkálók 7.000 méterre megközelítették a Colossus csatahajót és Scheer utasítására a brit csatavonal élén haladó hajót vették mind tűz alá. Három perccel később a német csatacirkálók visszavonultak egy rombolók által megkísérelt torpedótámadás fedezete mellett.
A sötétség beállta lehetővé tette a Seydlitz és a többi német csatacirkáló számára, hogy eltakarítsák a fő tüzérséget akadályozó roncsokat, kioltsák a keletkezett tüzeket és helyrehozzák a tűzvezetési és jelzőrendszereket valamint felkészítsék a fényszórókat az éjszakai harcra. Mire a német könnyűcirkálók röviddel 21:00 után ismét összetalálkoztak a britekkel, a Hochseeflotte már ismét jól szervezett formációban haladt. Beatty a csatacirkálóival nyugatra, a harc irányába fordult. 21:09-kor megpillantotta a német csatacirkálókat és 7.800 méterre megközelítette őket mielőtt 21:20-kor tüzet nyitott rájuk. A kialakuló harcban a Derfflinger több találatot is kapott. 21:34-kor az utolsó még működőképes lövegtornyát is találat érte használhatatlanná téve azt. A német hajók minden bevethető ágyúval viszonozták a tüzet és 21:32-kor a Lionon és a Princess Royalon is értek el találatokat. A német csatacirkálók manőverei a britek 1. csatahajóraját nyugati irányba való fordulásra kényszerítették, hogy elkerüljék az ütközést. A németek II. csatahajórajának pre-dreadnoughtjai a csatacirkálók mögé kerültek és a britek nem tudták üldözőbe venni őket mikor azok délnek fordultak. Amint a brit csatacirkálók tüzet nyitottak a régi csatahajókra, a német hajók délnyugatnak fordultak, hogy teljes oldalazó tüzet lőhessenek rájuk. Ez az összecsapás csak pár percig tartott, majd Mauve tengernagy 8 pontos jobb oldali fordulót rendelt el a hajóinak. Meglepő módon a britek nem üldözték őket.

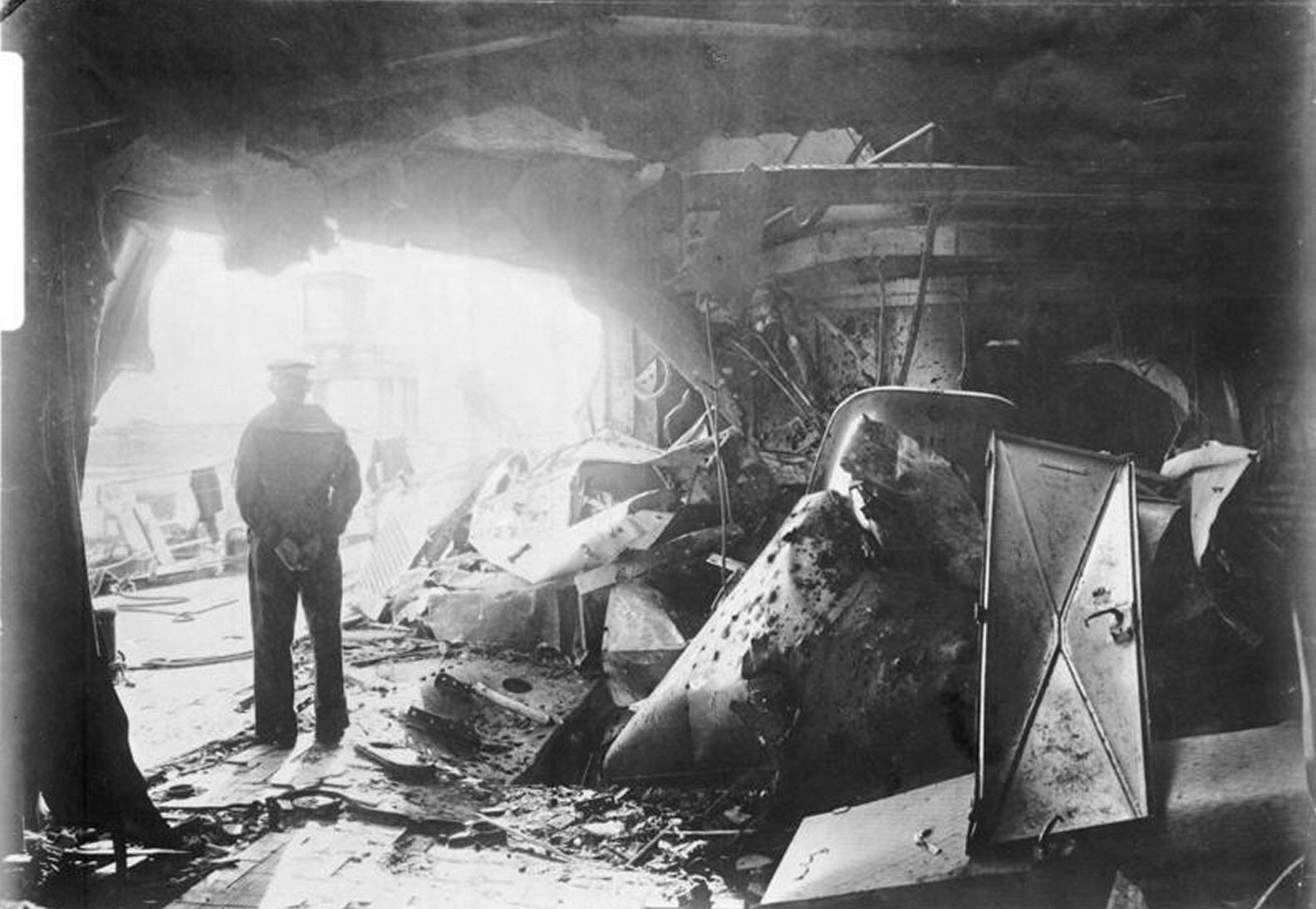
a Derfflingersérülései a skagerraki csatában

03:55-kor, a csata végének közeledtével Hipper üzenetben értesítette Scheert a hajóit ért nagy károkról. Ekkorra már a Derfflinger és a Von der Tann is csak egy két-két harcképes ágyúval rendelkezett, a Moltkéba 1000 tonna víz tört be, a Seydlitz és a Lützow súlyosan megsérült – utóbbit később fel is kellett adni. Hipper jelentése szerint: “Az I. felderítőcsoport komoly összecsapásban nem képviselt már harci értéket, ezért a főparancsnok elrendelte visszatérését a kikötőbe, miközben a csatahajókkal a Horns Revnél várta a további fejleményeket.”
A csata során a Derfflingert 17 nehéz- és 9 könnyű lövedék találta el. A sérüléseinek javítása egészen október 15-ig eltartott. A Derfflinger 385 darab 30,5 cm-es, 235 darab 15 cm-es lövedéket valamint egy torpedót lőtt ki a csata során.
Legénységéből 157 fő veszítette életét, 26-an megsebesültek, mely veszteségek a legnagyobbak voltak azon hajók között, melyek nem süllyedtek el a csatában. A csatában tanúsított rendíthetetlensége miatt a britek a “vaskutya” (“Iron Dog”) névvel illették.

### Későbbi hadműveletek
A második helgolandi csata során a Derfflinger kihajózott a II. felderítőcsoport könnyűcirkálóinak támogatására, de amint a többi csatacirkálóval a közelbe érkeztek, a britek visszavonultak északi irányba.
1917 végén a Hochseeflotte támadásokat hajtott végre a Norvégia és Nagy-Britannia között haladó konvojok ellen. 1917 októberében és decemberében két konvojt állítottak meg és semmisítettek meg német rombolók és cirkálók. A Grand Fleet élére kinevezett David Beatty ezért csatahajókat és csatacirkálókat rendelt a konvojok védelmére. Scheer kinevezése óta erre várt, mert így lehetősége adódott a brit flotta egy kisebb részére lecsapni és megsemmisíteni azt. 1918 április 23-án 05:00-kor flottájával útnak indult az egyik erős kísérettel ellátott konvoj elfogására. A rádióforgalmat a minimális szintre csökkentették, hogy a britek előtt rejtve maradjon a hadművelet. Azonban 14:10-ig még mindig nem találták meg a keresett konvojt és ezért Scheer a Hochseeflottéval visszafordult.
A Derfflinger részt vett volna az október 24-re tervezett hadműveletben, melynek során a Grand Fleettel kellett volna megütköznie a Hochseeflotténak. Scheer ekkor már mint főtengernagy (Großadmiral) a német vezetéssel azt tervezte, hogy a lehető legnagyobb veszteséget okozza a briteknek és így jobb tárgyalási pozíciót ér el Németország számára. A flotta hadműveletre való készülődése közben a tengerészek tömegesen dezertáltak a hajókról. Mikor a Von der Tann és a Derfflinger a Wilhelmshaven belső kikötőjéből kivezető zsilipeken haladt át, körülbelül 300 tengerész mászott le a hajó oldalán és tűnt el a parton.
1918. október 24-én kiadták a parancsot a Wilhelmshavenből való elindulásra. A háborútól megfáradt tengerészek közül sokan úgy érezték, hogy a hadművelet hátráltatná a folyamatban lévő béketárgyalásokat, ezért október 29-én számos csatahajó legénysége fellázadt. A III. csatahajóraj három hajója megtagadta az indulást és szabotázsakciókat hajtottak végre a Thüringen és a Helgoland fedélzetén. A nyugtalanság Scheert és Hippert végül a hadművelet lefújására kényszerítette. A wilhelmshaveni zendülés átterjedt Kielre is és az ottani események az 1918-19-es németországi forradalmakhoz vezettek.

### Háború után

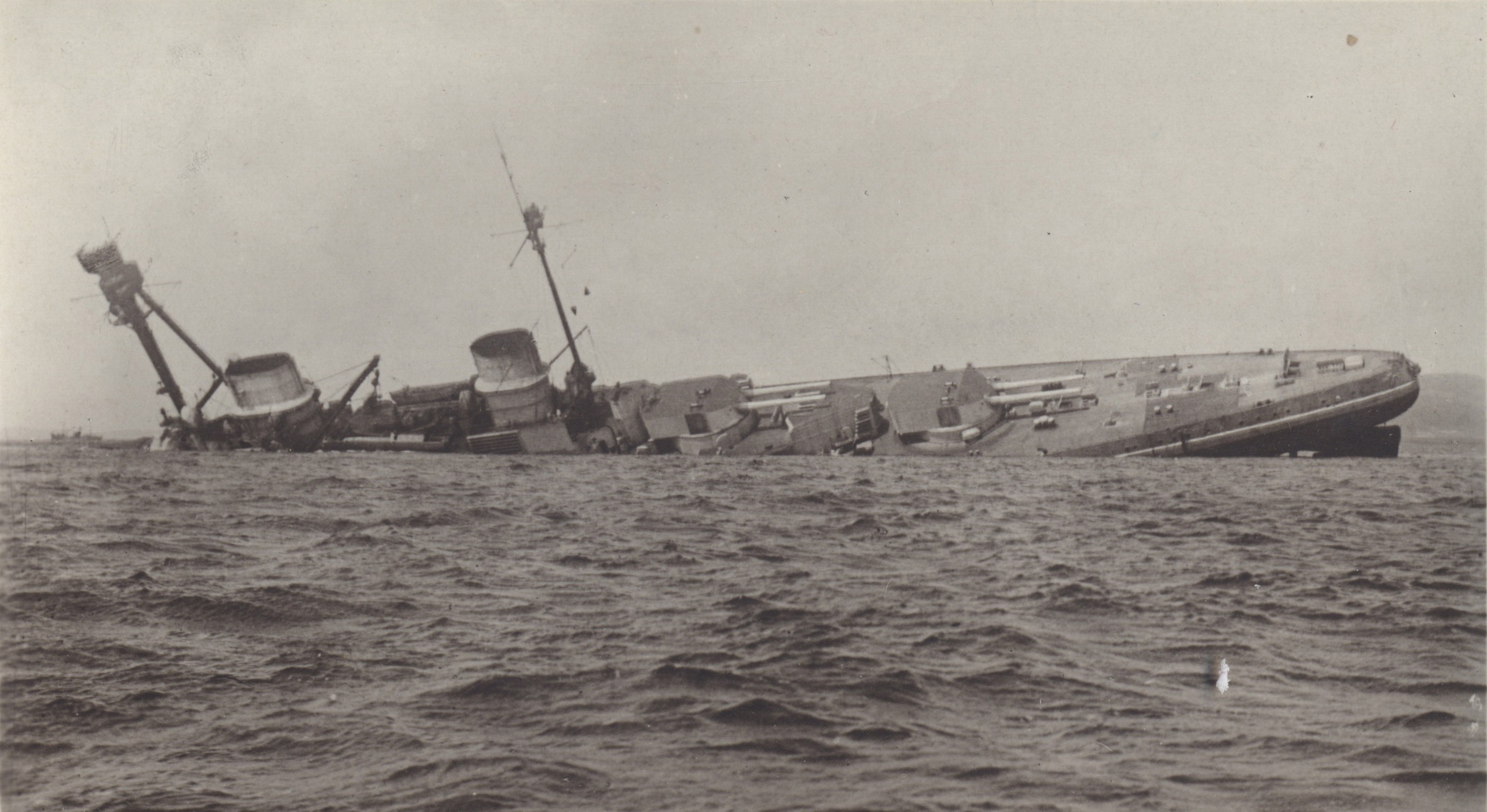
a Derfflinger a hullámok alá merül Scapa Flow-ban

Németország kapitulációját követően a szövetségesek a Hochseeflotte nagy részének Scapa Flow-ban való internálását követelték. A kijelölt egységek Ludwig von Reuter ellentengernagy vezetésével érkeztek meg ide. Az indulás előtt Adolf von Trotha tengernagy közölte Reuterrel, hogy a flottát semmilyen körülmények között nem adhatja a britek kezére. Az Északi-tengeren a Hochseeflotte találkozott a brit Cardiff könnyűcirkálóval, mely a 370 hajóból álló antant flottához vezette őket és azok kíséretében hajóztak tovább Scapa Flow felé. Miután a hajókat internálták, az ágyúik závárzatát kiszerelték és a legénységüket 200 főre csökkentették.
A flotta fogságban maradt a versailles-i békeszerződésbe torkolló tárgyalások végeztéig. Reuter számára nyilvánvalóvá vált, hogy a britek június 21-én, a szerződés aláírásának határideje után meg akarják szállni a német hajókat. Mivel nem volt tudomása arról, hogy a határidőt június 23-ra módosították, a hajók elsüllyesztése mellett döntött. Június 21-én reggel a gyakorlatozni induló brit flotta elhagyta a kikötőt. A brit hajók többségének távollétében Reuter 11:20-kor elküldte a parancs végrehajtására felszólító parancsot a flotta egységeinek. A Derfflinger 14:45-kor süllyedt el. 1939-ben kiemelték és felfordult állapotában horgonyozták le Risa sziget mellett és egészen 1946-ig itt maradt. Ezt követően a hajót 1948-ig lebontották a clyde-i haditengerészeti bázison. A hajó harangját 1965. augusztus 30-án visszaszolgáltatták a Bundesmarinének.
A harang a külső Hebridákhoz tartozó Eriskay szigeten lévő St Michael templom mellett van kiállítva.

## Linkek
- SMS Derfflinger auf deutsche-schutzgebiete.de
- a nagy német hadihajók kapitányainak kronológiai listája (angol)
- The Battle of the Skagerrak (Jutland) by Commander Georg v.Hase, First Gunnery Officer of the Derfflinger (angol)

## Ajánlott olvasmányok
- Hase, Georg von. Kiel and Jutland, Chambers, Arthur and Holt, Frederic Appleby (trans.), London: Skeffington & Son (1921). OCLC 1523613